# 伍德蘇鐵
伍德蘇鐵（學名Encephalartos woodii）是南非誇祖魯-納塔爾省特有的蘇鐵。它們是世界最稀有的植物之一，現已從野外滅絕，所有現存標本都是模式標本的克隆。 其學名為紀念發現此植物的德班植物園（Durban Botanic Garden）的约翰·梅德利·伍德。

## 特徵
伍德蘇鐵像棕櫚，可以長高達6米。樹幹直徑闊30-50厘米，底部最闊，頂冠有50-150葉子。葉子光澤及呈深綠色，長150-250厘米，有70-150塊小葉，小葉呈鐮狀及長13-15厘米及闊2-3厘米。
伍德蘇鐵是雌雄異株的，但卻從來未有發現雌株。雄株的花毬呈圓柱體，長20-40厘米，直徑闊15-25厘米，呈耀眼的黃橙色。單一株上可以同時有約6-8顆花毬。

## 分類
伍德蘇鐵最初是由伍德所描述，並被認為是南非大鳳尾蕉的變種，但後來Henry Sander於1908年將之升格為物種。 伍德蘇鐵最為接近E. natalensis。有些學者認為它們並非真正物種，反而是E. natalensis的突變或其他物種的遺留種。另外一些學者則認為它們是E. natalensis及刺葉非洲鐵的天然混種。 利用隨機增殖多型性DNA分析法發現，E. natalensis的種內基因變異與伍德蘇鐵的相同，證實它們之間的近親性。

## 分佈及棲息地

### 原有分佈地
曾經是地球上植物數量最多的一種，現在一已知野生的伍德蘇鐵是於1895年在南非誇祖魯-納塔爾省Ngoya森林發現，共有四個主莖。 此株生長的位點是在森林邊緣一個向南的陡坡。 當地每年雨量介乎750-1000毫米，夏天天氣炎熱，冬天氣候溫和。

### 遷徙
此株伍德蘇鐵主莖的分枝於1899年被送到邱園。伍德的助手維利（James Wylie）於1903年將三個分枝被送到及種植在德班植物園。 於1905年，格拉斯尼溫（Glasnevin）的國家植物園（National Botanic Gardens）也收到一個標本，當時記錄為其「價值一基尼（Guinea）」。 於1907年，維利收集了較大的兩個主莖，卻發現餘下的其中一個卻遭毀壞而不能生存。 到了1912年，野外只餘下一株高3米的主莖，並於1916年被移植到比勒陀利亞。 這一株相信後來於1964年枯萎。

### 現有分佈地
伍德蘇鐵現時分佈在世界各地的植物園。1907年維利所採集的兩株仍健在德班植物園。 維利於1916年將其中一個基部芽送到近開普敦的科斯滕布什國家植物園（Kirstenbosch National Botanical Garden）。1899年送到邱園的一株一直在棕櫚園種植到1997年4月，及後於2004年9月移植到溫帶園。 在美國近費城的長木花園（Longwood Gardens） 及加利福尼亞州聖巴巴拉也有種植伍德蘇鐵。 在荷蘭阿姆斯特丹的萊登大學植物園（Hortus Botanicus）及義大利那不勒斯植物園（Orto Botanico di Napoli） 都有種植。

## 保育狀況
除了在南非發現野生的伍德蘇鐵外，在其他地方並沒有發現。所有已知的伍德蘇鐵標本都是原有雄株的克隆，原有雄株亦已移植離開野外。故此，伍德蘇鐵被認為是野外滅絕。
伍德蘇鐵與其他非洲蘇鐵屬都是受到法律及國際法的保護。 在南非，任何人若要移動、買入、捐贈、接收、種植及售賣伍德蘇鐵必須先獲得許可證。伍德蘇鐵亦被納入《瀕危野生動植物種國際貿易公約》附錄一的保護，限制了貿易伍德蘇鐵的野生種及培植種。

## 培植

### 營養繁殖
伍德蘇鐵是以急速生長的基部芽來進行營養繁殖。

### 有性生殖
除非發現雌株的伍德蘇鐵，否則伍德蘇鐵不可能進行有性生殖。不過伍德蘇鐵可以與E. natalensis進行混種。將混種不斷與伍德蘇鐵再進行混種，經過幾代後，雌株將會非常接近原有物種。葉綠體DNA的基因分析顯示所有葉綠體都是承襲自E. natalensis雌株，所以混種並不能獲得純正的伍德蘇鐵雌株。

## 外部連結
- 科斯滕布什國家植物園 （页面存档备份，存于）